# Glenea paramephisto
Glenea paramephisto là một loài bọ cánh cứng trong họ Cerambycidae.